# Кобзарев, Игорь Юрьевич
И́горь Ю́рьевич Ко́бзарев (15 октября 1932, Ленинград — 20 января 1991, Москва) — советский физик-теоретик, специалист по ядерной физике и теории гравитации, ведущий научный сотрудник Института теоретической и экспериментальной физики. Автор более 100 работ по теоретической физике, которые внесли значительный вклад в физику элементарных частиц и другие разделы физики.

## Биография и научная деятельность
Родился в семье будущего академика Юрия Борисовича Кобзарева (1905—1992) и студентки физико-математического факультета МГУ Берты Яковлевны Маркович (1909—2002). В 1950 году поступил в МИФИ. Ещё до окончания вуза стал сотрудником Института теоретической и экспериментальной физики (теоретический отдел). В 1956 году стал аспирантом И. Я. Померанчука, спустя 3 года защитил кандидатскую диссертацию. В 1950-е годы опубликовал множество статей по теории элементарных частиц. Предсказанные им параметры нейтрального каона были вскоре экспериментально подтверждены.
В 1960-е годы И. Ю. Кобзарев продолжал заниматься теорией элементарных частиц. В 1966 году защитил докторскую диссертацию на тему «Симметрии и взаимодействия адронов». Часть работ этого периода посвящены теории гравитации и космологии. Начиная с 1967 года, он читал лекции в МИФИ по теории элементарных частиц и общей теории относительности, а в 1971 году стал профессором этого вуза.
С 1975 года — член редколлегии журнала «Природа» АН СССР. С 1979 года — член Учёного совета Института истории естествознания и техники. С 1980 года — ответственный редактор ежегодника АН СССР «Эйнштейновский сборник». Автор ряда статей в Физическом энциклопедическом словаре (1983) — например, Относительности теория, Минковского пространство и др.
Трагически погиб в Москве 20 января 1991 года. Похоронен на Головинском кладбище.

## Семья
- Жена — Ариадна Ивановна Кузнецова (1932—2015), лингвист.
  - Дочь — Елена Игоревна Кобзарева (1963—2014), историк.
- Тётя — энтомолог-диптерист Нелли Яковлевна Маркович (1908—2011), научный сотрудник Института медицинской паразитологии и тропической медицины имени Е. И. Марциновского, известная своими работами по жизненному циклу комаров[2][3].

## Труды
- Кобзарев И. Ю. Доклад А. Пуанкаре и теоретическая физика накануне создания теории относительности // Успехи физических наук. — 1974. — Т. 113, № 4. — С. 679-694.
- Кобзарев И. Ю. Ньютон и его время. М.: Знание (Новое в жизни, науке и технике, сер. «Физика», № 5, 1978).
- Берков А. В., Жижин Е. Д., Кобзарев И. Ю. Теория тяготения Эйнштейна и её экспериментальные следствия. Учебное пособие. М.: МИФИ, 1981, 162с.
- Визгин В. П., Кобзарев И. Ю., Явелов Б. Е. Научное творчество и жизнь Альберта Эйнштейна. Эйнштейновский сборник. 1984—1985. М.: Наука, 1988, с. 301—350.
- Берков А. В., Кобзарев И. Ю. Приложения теории тяготения Эйнштейна к астрофизике и космологии. Уч. пособие. М.: МИФИ, 1990, 60с.
- Кобзарев И. Ю., Манин Ю. И. Элементарные частицы. Диалоги физика и математика. М.: ФАЗИС, 1997, 216 с., ISBN 5-7036-0028-6.